# Голосящий КиВиН
«Голосящий КиВи́Н» — ежегодный музыкальный фестиваль команд КВН, проводившийся изначально в Москве, затем в Юрмале (с 1996-го по 2014 годы), а с 2015 года в г. Светлогорске Калининградской области. Проводится компанией АМиК в рамках сезона Высшей лиги КВН. Ведущий фестиваля до 2021 года — Александр Васильевич Масляков, в 2022 году фестиваль провёл Дмитрий Хрусталёв, в 2023-м — Александр Олешко, в 2024-м — Валдис Пельш, в 2025-м — вновь Хрусталёв.
Фестиваль отличается от обычной игры КВН тем, что команды играют только один конкурс — музыкальный, и вместо оценок получают от членов жюри и от Александра Маслякова специальные награды — «КиВиНов».

## История фестиваля
Идея провести музыкальный фестиваль появилась в 1995 году. Первый фестиваль состоялся уже в декабре того года в фойе Московского дворца молодёжи в преддверии выборов в Думу. Название «Голосящий КиВиН» придумал сам Масляков, но поскольку было понятно, что большее внимание будет оказано не музыке, а политике, было решено первый фестиваль провести под названием «Голосующий КиВиН». Редакция не была уверена, отнесутся ли команды к новому мероприятию серьёзно, и в качестве стимула были учреждены призы — «КиВиНы», престижность которых резко возросла уже к следующему фестивалю.
В 1996 году «Голосящий КиВиН» переезжает в Юрмалу, город, в котором во времена СССР проходили различные музыкальные мероприятия, и становится первым фестивалем, прошедшим в зале «Дзинтари» после распада Советского Союза (задолго до появления «Новой волны», «Юрмалины» и других). Мероприятие было организовано с помощью Марка Дубовского, который продолжил сотрудничество с «Голосящим КиВиНом» до 2003 года.
После успеха первого фестиваля в Юрмале, «Голосящий КиВиН» вернулся и в последующем году и в результате надолго обосновался в «Дзинтари». В 2015 году в связи с политической обстановкой фестиваль переехал в российский Светлогорск Калининградской области, где открыл первый сезон нового театра эстрады «Янтарь-холл».

## Формат
На фестиваль «Голосящий КиВиН» команды приезжают, в основном, по приглашению от АМиКа (хотя бывают случаи, когда команды приезжают без приглашения). Речь идёт о командах Высшей лиги КВН, как действующих, так и закончивших свои выступления в лиге (так называемых «ветеранах»), а также о самых музыкальных представителях других телелиг (Премьер, Первой и Высшей украинской, а позже и Международной). В некоторых случаях на фестиваль приглашаются и команды, представляющие страны дальнего зарубежья, и в годы проведения фестиваля в Юрмале почти всегда на нём выступала команда из Латвии.
Фестиваль начинается с просмотров с участием Александра Васильевича Маслякова, Александра Александровича Маслякова, Светланы Масляковой и редакторов Высшей лиги, а также других редакторов (например, Михаила Гуликова). Некоторые команды могут быть не допущены на просмотры. После просмотров некоторые команды, выступившие менее убедительно, выбывают из конкурса, а оставшиеся принимают участие в генеральной репетиции со зрителями, после которой из дальнейшей борьбы могут быть исключены команды, на которых зрители реагировали относительно слабо. Команды, оставшиеся в списке участников фестиваля, допускаются в гала-концерт — главный конкурсный вечер. Именно на гала-концерте работает жюри фестиваля и распределяются КиВиНы. Иногда фестиваль заканчивается ещё одним концертным вечером с участием всех команд гала-концерта, но без жюри и вручения КиВиНов.
В большинстве случаев команды выступают на фестивале с полноформатной программой, однако были фестивали, на которых некоторые участники были допущены только с неполноформатным выступлением (одним номером или двумя из всей привезённой на фестиваль программы) — такие команды выступали вне конкурса и на КиВиНов от жюри претендовать не могли. Такие КВНовские «яичницы» (блоки из неполноформатных выступлений) присутствовали практически на всех фестивалях с 1999-го по 2007 годы.
Эфир фестиваля на Первом канале проходит ежегодно в сентябре или в октябре. Не все выступившие команды могут попасть в эфир, хотя в большинстве случаев вырезаются только отдельные номера, а не целые выступления.

## Жюри
В жюри фестиваля приглашаются от 5 до 9 человек. Как правило, это российские и латвийские (до 2014 года) деятели культуры: актёры, режиссёры, музыканты и т. д. В отличие от обычных игр КВН, на музыкальном фестивале команды за свои выступления не получают оценки. Своё решение жюри принимает коллегиально, по окончании конкурсной программы, после чего, судьи поднимаются на сцену и лично вручают награды командам.
| Сезон | Состав жюри |
| ----- | --- |
| 1995  | Валдис Пельш, Владимир Маркин, Иван Демидов, Лолита Милявская, Александр Цекало                                                                                      |
| 1996  | Анатолий Лысенко, Марк Дубовский, Иван Демидов (2), Арнис Лицитис, Валдис Пельш (2), Андрей Макаревич                                                                |
| 1997  | Марк Дубовский (2), Хелмут Балдерис, Аркадий Инин, Анатолий Лысенко (2), Константин Эрнст, Леонид Парфёнов, Иван Демидов (3)                                         |
| 1998  | Марк Дубовский (3), Анатолий Лысенко (3), Михаил Задорнов, Валдис Пельш (3), Константин Эрнст (2), Лайма Вайкуле, Геннадий Хазанов                                   |
| 1999  | Алла Духова, Леонид Ярмольник, Марк Дубовский (4), Лайма Вайкуле (2), Константин Эрнст (3), Леонид Парфёнов (2), Андрис Лиепа                                        |
| 2000  | Борис Краснов, Леонид Ярмольник (2), Леонид Якубович, Лайма Вайкуле (3), Игорь Верник, Ивар Калныньш, Марк Дубовский (5)                                             |
| 2001  | Марк Дубовский (6), Антон Комолов, Игорь Верник (2), Лайма Вайкуле (4), Игорь Угольников, Леонид Ярмольник (3)                                                       |
| 2002  | Леонид Ярмольник (4), Марк Дубовский (7), Лайма Вайкуле (5), Игорь Угольников (2), Сергей Шолохов, Михаил Танич, Андрис Лиепа (2)                                    |
| 2003  | Леонид Ярмольник (5), Игорь Верник (3), Владимир Винокур, Лайма Вайкуле (6), Сергей Шолохов (2), Андрис Лиепа (3), Ренарс Кауперс                                    |
| 2004  | Сергей Шолохов (3), Екатерина Рождественская, Марк Розовский, Леонид Ярмольник (6), Лайма Вайкуле (7), Василий Уткин, Ренарс Кауперс (2), Владимир Винокур (2)       |
| 2005  | Геннадий Хазанов (2), Леонид Ярмольник (7), Лайма Вайкуле (8), Александр Абдулов, Ренарс Кауперс (3), Олег Газманов                                                  |
| 2006  | Александр Абдулов (2), Юрий Раздиевский, Галина Волчек, Леонид Ярмольник (8), Лайма Вайкуле (9), Игорь Верник (4), Дмитрий Харатьян, Ренарс Кауперс (4), Юлий Гусман |
| 2007  | Илья Авербух, Сергей Шакуров, Леонид Ярмольник (9), Галина Волчек (2), Андрей Макаревич (2), Александр Кутиков, Евгений Маргулис, Андрей Державин, Валерий Ефремов   |
| 2008  | Юлий Гусман (2), Галина Волчек (3), Игорь Верник (5), Лайма Вайкуле (10), Леонид Ярмольник (10), Валерий Сюткин                                                      |
| 2009  | Геннадий Хазанов (3), Сергей Шакуров (2), Нил Ушаков, Леонид Ярмольник (11), Лайма Вайкуле (11), Валерий Сюткин (2), Илья Лагутенко, Ренарс Кауперс (5)              |
| 2010  | Лариса Долина, Леонид Ярмольник (12), Лайма Вайкуле (12), Игорь Верник (6), Валерий Сюткин (3), Юлий Гусман (3)                                                      |
| 2011  | Леонид Ярмольник (13), Лариса Долина (2), Игорь Верник (7), Лайма Вайкуле (13), Нил Ушаков (2), Юлий Гусман (4), Валерий Сюткин (4)                                  |
| 2012  | Валерий Сюткин (5), Лариса Долина (3), Владислав Третьяк, Нил Ушаков (3), Юлий Гусман (5), Игорь Верник (8), Дмитрий Нагиев, Геннадий Хазанов (4)                    |
| 2013  | Геннадий Хазанов (5), Лариса Долина (4), Владислав Третьяк (2), Игорь Верник (9), Валерий Сюткин (6), Юлий Гусман (6)                                                |
| 2014  | Олег Знарок, Пелагея, Владислав Третьяк (3), Валдис Пельш (4), Лайма Вайкуле (14), Игорь Верник (10), Валерий Сюткин (7), Юлий Гусман (7)                            |
| 2015  | Эдгард Запашный, Владислав Третьяк (4), Александр Олешко, Пелагея (2), Андрей Мерзликин, Сергей Светлаков, Юлий Гусман (8)                                           |
| 2016  | Владислав Третьяк (5), Сергей Светлаков (2), Валдис Пельш (5), Дмитрий Дюжев, Семён Слепаков, Юлий Гусман (9)                                                        |
| 2017  | Семён Слепаков (2), Сергей Светлаков (3), Александр Панайотов, Пелагея (3), Валдис Пельш (6), Сергей Безруков, Михаил Галустян, Юлий Гусман (10)                     |
| 2018  | Владислав Третьяк (6), Семён Слепаков (3), Валдис Пельш (7), Пелагея (4), Олег Газманов (2), Сергей Светлаков (4), Юлий Гусман (11)                                  |
| 2019  | Вячеслав Муругов, Семён Слепаков (4), Сергей Светлаков (5), Валдис Пельш (8), Михаил Галустян (2), Юлий Гусман (12)                                                  |
| 2020  | Пелагея (5), Полина Гагарина, Семён Слепаков (5), Сергей Светлаков (6), Валдис Пельш (9)                                                                             |
| 2021  | Алла Михеева, Александр Панайотов (2), Сергей Светлаков (7), Наталья Ищенко, Евгений Гришковец                                                                       |
| 2022  | Дмитрий Колчин, Люся Чеботина, Валдис Пельш (10), Алла Михеева (2), Сергей Жилин                                                                                     |
| 2023  | Олег Новицкий, Люся Чеботина (2), Алла Михеева (3), Дмитрий Хрусталёв, Пелагея (6), Сергей Жилин (2)                                                                 |
| 2024  | Сергей Жилин (3), Алла Михеева (4), Вадим Галыгин, Пелагея (7), Олег Новицкий (2), Екатерина Мизулина, Михаил Боярский                                               |
| 2025  | Amirchik, Артур Орлов, Евгений Трофимов, Екатерина Мизулина (2), Пелагея (8), Роман Карманов, Сангаджи Тарбаев, Светлана Иванова, Сергей Жилин (4)                   |

## Участники фестиваля
В данной таблице перечислены все участники фестиваля «Голосящий КиВиН» с 1995-го по 2024 годы. Участниками фестиваля считаются только команды, принявшие участие в гала-концерте фестиваля.
- Полужирным шрифтом обозначен год, в котором команда выиграла КиВиНа.
- Курсивом обозначен год, в котором команда участвовала в гала-концерте, но не попала в телеэфир.
- Золотым отмечены команды, завоевавшие первую награду фестиваля — Большого КиВиНа в золотом или Гран-при.
- Команды представлены в алфавитном порядке.

| Участники фестиваля «Голосящий КиВиН» | Участники фестиваля «Голосящий КиВиН» | Участники фестиваля «Голосящий КиВиН»    | Участники фестиваля «Голосящий КиВиН» |
| Название                              | Город                                 | Сезоны                                   | Количество КиВиНов                    |
| ------------------------------------- | ------------------------------------- | ---------------------------------------- | ------------------------------------- |
| Азия MIX                              | Бишкек                                | 2014, 2015, 2016                         | 2                                     |
| Актёры                                | Санкт-Петербург                       | 2019                                     | 0                                     |
| Аляска                                | Киев                                  | 2006                                     | 0                                     |
| Амигос-БРИ                            | Рига                                  | 2001, 2006                               | 0                                     |
| Ананас (детская команда)              | Москва                                | 2007                                     | 0                                     |
| Армянская сборная                     | Москва                                | 2020, 2021                               | 2                                     |
| Армянский проект                      | Ереван                                | 2001                                     | 1                                     |
| Астана.kz                             | Астана                                | 2009, 2010                               | 1                                     |
| Атомная сборная                       | Сосновый Бор                          | 2022, 2023, 2024, 2025                   | 2                                     |
| Байкал                                | Иркутск — Улан-Удэ                    | 2007, 2008, 2009                         | 2                                     |
| БАК                                   | Брюховецкая                           | 2006, 2007, 2008                         | 3                                     |
| Бауманка                              | Москва                                | 2000                                     | 0                                     |
| БГУ (1-й состав)                      | Минск                                 | 1995, 1996, 1997                         | 0                                     |
| БГУ (2-й состав)                      | Минск                                 | 1998, 2000, 2001                         | 1                                     |
| Белорусская сборная                   | Минск                                 | 2003                                     | 0                                     |
| Близкие                               | Белгород                              | 2023, 2024, 2025                         | 1                                     |
| Бончестер Юнайтед                     | Санкт-Петербург                       | 2005                                     | 0                                     |
| Борцы                                 | Сургут                                | 2017, 2018, 2019                         | 3                                     |
| Ботанический сад                      | Хабаровск                             | 2009, 2010, 2011                         | 2                                     |
| Брандайс                              | Бостон                                | 2003                                     | 0                                     |
| Будем дружить семьями                 | Москва                                | 2017, 2018, 2019                         | 1                                     |
| В мужской бане женский день           | Рязань                                | 2007                                     | 0                                     |
| Ва-Банкъ                              | Луганск                               | 1999                                     | 0                                     |
| ВВ                                    | Омск                                  | 2024                                     | 0                                     |
| Винницкие перцы                       | Винница                               | 2007, 2008, 2009, 2010                   | 0                                     |
| Владикавказские спасатели             | Владикавказ                           | 1998, 1999, 2001                         | 1                                     |
| Ворошиловские стрелки                 | Луганск                               | 1995                                     | 1                                     |
| Вятка                                 | Киров                                 | 2012, 2018                               | 0                                     |
| Вятка-автомат                         | Киров                                 | 2002, 2003, 2004, 2005                   | 1                                     |
| Город N                               | Челябинск                             | 2021, 2022                               | 0                                     |
| ГородЪ ПятигорскЪ                     | Пятигорск                             | 2012, 2013, 2014                         | 3                                     |
| Горячие финские парни                 | Хельсинки                             | 2001, 2002, 2005                         | 0                                     |
| 25-ая                                 | Воронеж                               | 2010                                     | 0                                     |
| ДГУ                                   | Днепр                                 | 1995, 1996, 1997                         | 2                                     |
| Девчонки из Житомира                  | Житомир                               | 1997, 2000, 2011, 2012                   | 2                                     |
| 95-й квартал                          | Кривой Рог                            | 2000, 2001, 2002                         | 2                                     |
| Дежа вю                               | Нерюнгри                              | 2009, 2010, 2013                         | 2                                     |
| Детективное агентство «Лунный свет»   | Белгород                              | 2015, 2016                               | 0                                     |
| Дети лейтенанта Шмидта                | Томск                                 | 1998, 1999, 2006                         | 1                                     |
| Дети Лумумбы                          | Москва                                | 1998                                     | 1                                     |
| Дети Тьюринга                         | Минск                                 | 2020                                     | 0                                     |
| Джентльмены удачи                     | Курган                                | 2023                                     | 1                                     |
| G-Drive                               | Москва                                | 2019, 2021                               | 0                                     |
| Дизель                                | Николаев                              | 2004                                     | 0                                     |
| Днепр                                 | Днепр                                 | 2010, 2012, 2013, 2014                   | 2                                     |
| Добрянка                              | Добрянка                              | 2006                                     | 0                                     |
| Доктор Хаусс                          | Могилёв                               | 2021, 2022                               | 1                                     |
| Донецкий кряж                         | / Донецк                              | 2025                                     | 0                                     |
| Евразия                               | Челябинск                             | 2024, 2025                               | 1                                     |
| Женская сборная 9-го лицея            | Красноярск                            | 2007                                     | 0                                     |
| Запорожье — Кривой Рог — Транзит      | Запорожье — Кривой Рог                | 1995, 1996, 1997                         | 0                                     |
| Зелёный чемодан                       | Гурьевск                              | 2022                                     | 0                                     |
| ИнДа                                  | Набережные Челны                      | 2025                                     | 0                                     |
| ИП Бондарев                           | Надым                                 | 2021, 2022                               | 0                                     |
| Иркутские декабристы                  | Иркутск                               | 1996                                     | 0                                     |
| Каzахи                                | Астана                                | 2005, 2006, 2007, 2008, 2010             | 3                                     |
| Каракуз                               | Альметьевск                           | 2024, 2025                               | 1                                     |
| КемБридж                              | Кемерово                              | 2012, 2014                               | 1                                     |
| Кефир                                 | Нягань                                | 2010, 2011, 2014                         | 1                                     |
| Ковбои Политеха                       | Киев                                  | 1997, 1998                               | 0                                     |
| Колосок                               | Михайловск                            | 2024                                     | 0                                     |
| Красный лис                           | Владивосток                           | 2021, 2022, 2023                         | 2                                     |
| Криворожская шпана                    | Кривой Рог                            | 1995                                     | 0                                     |
| Кубанские казаки                      | Краснодар                             | 2001                                     | 0                                     |
| Кыргызы                               | Москва                                | 2025                                     | 1                                     |
| Лайв Рига                             | Рига                                  | 2010                                     | 0                                     |
| Лас-Вегас                             | Энгельс                               | 2013                                     | 0                                     |
| Левый берег                           | Красноярск                            | 2003, 2004                               | 1                                     |
| Леон Киллер                           | Камышлов                              | 2024                                     | 0                                     |
| Лица Уральской НАциональности         | Челябинск                             | 2003, 2004, 2005, 2006                   | 0                                     |
| Лучшие друзья                         | Минск                                 | 2015, 2016                               | 0                                     |
| МаксимуМ                              | Томск                                 | 2003, 2005, 2006, 2007, 2008, 2009       | 5                                     |
| Мастер Муси                           | Москва                                | 2024, 2025                               | 1                                     |
| Махачкалинские бродяги                | Махачкала                             | 1995, 1996, 2011                         | 3                                     |
| МГСУ                                  | Москва                                | 2002                                     | 0                                     |
| Мега                                  | Москва                                | 2016                                     | 0                                     |
| Мегаполис                             | Москва                                | 2005                                     | 1                                     |
| Михаил Дудиков                        | Ставрополь                            | 2019, 2020, 2021                         | 1                                     |
| Москвичи                              | Москва                                | 2025                                     | 0                                     |
| Nаполеон Dинамит                      | Тюмень                                | 2017, 2018, 2020                         | 1                                     |
| Нарты из Абхазии                      | / Сухум                               | 2004, 2005, 2009                         | 3                                     |
| Настоящие тамады                      | Тбилиси                               | 1996                                     | 0                                     |
| НАТЕ                                  | Брюховецкая                           | 2018, 2019                               | 0                                     |
| НГУ (2-й состав)                      | Новосибирск                           | 1997                                     | 0                                     |
| Не кипишуй                            | Семей                                 | 2023, 2024, 2025                         | 2                                     |
| Не парни                              | Екатеринбург                          | 2003                                     | 0                                     |
| Негоден                               | Санкт-Петербург                       | 2025                                     | 1                                     |
| Незолотая молодёжь                    | Москва                                | 2003                                     | 1                                     |
| Несборная Израиля                     | Тель-Авив                             | 2013                                     | 0                                     |
| Неудержимый Джо                       | Москва                                | 2021                                     | 2                                     |
| Новая реальность                      | Одесса                                | 2004, 2005                               | 0                                     |
| Новые армяне                          | Ереван                                | 1996, 1997, 1999, 2000                   | 3                                     |
| Оборович                              | Москва                                | 2024, 2025                               | 1                                     |
| Обычные люди                          | Москва                                | 2003, 2004, 2006, 2007, 2009             | 1                                     |
| Огни Баку                             | Баку                                  | 1996                                     | 0                                     |
| Одесские джентльмены                  | Одесса                                | 1995                                     | 0                                     |
| Одесские мансы                        | Одесса                                | 2013, 2014                               | 1                                     |
| Омутинка                              | Омутинское                            | 2019                                     | 0                                     |
| #ОтбояНет                             | Екатеринбург                          | 2022                                     | 0                                     |
| Отдел кадров                          | Норильск                              | 2001, 2003                               | 0                                     |
| Отряд быстрого реагирования           | Таллин                                | 2007                                     | 0                                     |
| Пал Палыч                             | Хабаровск                             | 2021, 2022, 2023                         | 2                                     |
| Парапапарам                           | Москва                                | 2010, 2012, 2013, 2014, 2015             | 3                                     |
| ПаРекс                                | Рига                                  | 1996                                     | 1                                     |
| Парк юрмальского периода              | Юрмала                                | 2007                                     | 0                                     |
| Парма                                 | Пермь                                 | 2002, 2003, 2004, 2005                   | 1                                     |
| Парни из Баку                         | Баку                                  | 1995, 1997                               | 0                                     |
| Партия                                | Нижний Новгород                       | 2024                                     | 1                                     |
| Пирамида                              | Владикавказ                           | 2006, 2007, 2008, 2009, 2011             | 5                                     |
| Планета Сочи                          | Сочи                                  | 2019                                     | 1                                     |
| Плеханов и компания                   | Москва                                | 1997                                     | 0                                     |
| Плохая компания                       | Красноярск                            | 2013, 2014, 2015, 2016                   | 2                                     |
| Плюшки имени Ярослава Гашека          | Тверь                                 | 2017, 2018                               | 1                                     |
| Полуостров                            | / Симферополь                         | 2019, 2020, 2021, 2022                   | 1                                     |
| Поршни                                | Калининград                           | 2025                                     | 0                                     |
| Поэтессы                              | Санкт-Петербург                       | 2023                                     | 0                                     |
| Приказ 390                            | Москва                                | 2017                                     | 0                                     |
| ПриМа                                 | Курск                                 | 2006, 2007, 2008, 2009, 2011             | 4                                     |
| ПроГРЭС                               | Рязань                                | 2003                                     | 0                                     |
| Проигрыватель                         | Тамбов                                | 2016, 2017                               | 1                                     |
| Радио Свобода                         | Ярославль                             | 2015, 2016, 2017                         | 1                                     |
| Раисы                                 | Иркутск                               | 2012, 2017, 2018                         | 3                                     |
| РАУ                                   | Рига                                  | 1997, 1998, 1999, 2000                   | 0                                     |
| Регион-13                             | Саранск                               | 2003, 2004                               | 0                                     |
| Рижские готы                          | Рига                                  | 2010, 2011, 2013                         | 0                                     |
| Ровеньки                              | Орёл                                  | 2022, 2023, 2024                         | 3                                     |
| Ровесник                              | Кронштадт                             | 2007                                     | 0                                     |
| РосНоУ                                | Москва                                | 2002                                     | 0                                     |
| Росы                                  | Нижний Новгород                       | 2021                                     | 1                                     |
| РУДН                                  | Москва                                | 2002, 2003, 2004, 2005, 2006, 2011       | 6                                     |
| RUDN University                       | Москва                                | 2013, 2016, 2017                         | 1                                     |
| РУДНиК                                | Москва                                | 2008                                     | 0                                     |
| Русская дорога                        | Армавир                               | 2016, 2017, 2018, 2019, 2020             | 4                                     |
| Самарский самолёт                     | Самара                                | 1996                                     | 0                                     |
| Саратов                               | Саратов                               | 2016                                     | 0                                     |
| Сборная Астаны                        | Астана                                | 2002, 2003                               | 1                                     |
| Сборная Баку                          | Баку                                  | 2014, 2015, 2016                         | 1                                     |
| Сборная Большого московского цирка    | Москва                                | 2016, 2017, 2018                         | 2                                     |
| Сборная Бостона                       | Бостон                                | 1998                                     | 0                                     |
| Сборная Бурятии                       | Улан-Удэ                              | 2002                                     | 0                                     |
| Сборная бывших спортсменов            | Пермь                                 | 2018                                     | 0                                     |
| Сборная Великобритании                | Лондон                                | 2017, 2018, 2019                         | 1                                     |
| Сборная Владивостока                  | Владивосток                           | 1999, 2000, 2002, 2003, 2012             | 2                                     |
| Сборная Германии                      | Карлсруэ                              | 2007                                     | 0                                     |
| Сборная города Мурманска              | Мурманск                              | 2014, 2015, 2016, 2017                   | 2                                     |
| Сборная Грузии                        | Тбилиси                               | 2013, 2014, 2015, 2016                   | 1                                     |
| Сборная ГУУ                           | Москва                                | 2006, 2007, 2008, 2009                   | 0                                     |
| Сборная ГУУ и МИСиС                   | Москва                                | 2016                                     | 0                                     |
| Сборная Дагестана                     | Махачкала                             | 2013, 2014, 2015, 2016, 2017             | 0                                     |
| Сборная Дальнего востока              | Владивосток                           | 2004                                     | 0                                     |
| Сборная детского КВН                  | Москва                                | 2018                                     | 0                                     |
| Сборная Донецка                       | Донецк                                | 1999, 2000                               | 0                                     |
| Сборная Донецка и Владимира           | Донецк — Владимир                     | 2001                                     | 0                                     |
| Сборная Забайкальского края           | Чита                                  | 2017, 2018                               | 1                                     |
| Сборная Казахстана                    | Астана                                | 2011, 2012                               | 0                                     |
| Сборная Калининградской области       | Калининград                           | 2015, 2016                               | 1                                     |
| Сборная Камызякского края             | Астрахань                             | 2012, 2013, 2014, 2015                   | 2                                     |
| Сборная Краснодарского края           | Армавир — Брюховецкая                 | 2009, 2010, 2011                         | 3                                     |
| Сборная МАИ                           | Москва                                | 2022, 2023                               | 2                                     |
| Сборная малых народов                 | Москва                                | 2005, 2006                               | 0                                     |
| Сборная МГИМО                         | Москва                                | 1999                                     | 0                                     |
| Сборная Москвы «МАМИ»                 | Москва                                | 2001                                     | 0                                     |
| Сборная МФЮА (2008)                   | Москва                                | 2008                                     | 0                                     |
| Сборная МФЮА                          | Москва — Волгоград                    | 2015, 2016, 2017                         | 0                                     |
| Сборная Пермского края                | Пермь                                 | 2021                                     | 1                                     |
| Сборная Португалии                    | Лиссабон                              | 1997                                     | 0                                     |
| Сборная посёлка А                     | Мурманск                              | 2023                                     | 1                                     |
| Сборная Пятигорска                    | Пятигорск                             | 2002, 2003, 2004, 2005                   | 3                                     |
| Сборная РУДН                          | Москва                                | 2024, 2025                               | 0                                     |
| Сборная Санкт-Петербурга              | Санкт-Петербург                       | 1999, 2000                               | 1                                     |
| Сборная Снежногорска                  | Снежногорск                           | 2019, 2020                               | 2                                     |
| Сборная Татарстана                    | Казань                                | 2014                                     | 0                                     |
| Сборная «Татнефти»                    | Альметьевск                           | 2019, 2020                               | 2                                     |
| Сборная Тульской области              | Тула                                  | 2016                                     | 0                                     |
| Свои секреты                          | Москва                                | 2007, 2008                               | 0                                     |
| СГУ                                   | Симферополь                           | 1999                                     | 0                                     |
| Сделано на Сахалине                   | Южно-Сахалинск                        | 2025                                     | 1                                     |
| Северяне                              | Нягань                                | 2021, 2022, 2023                         | 2                                     |
| Седьмое небо                          | Воронеж                               | 2004                                     | 1                                     |
| 7 холмов                              | Москва                                | 2009, 2010                               | 0                                     |
| Сибирские богатыри                    | Кемерово                              | 1995, 1996                               | 0                                     |
| Сибирские сибиряки                    | Новосибирск                           | 2000                                     | 1                                     |
| Служебный вход                        | Курск                                 | 1997                                     | 0                                     |
| СОК                                   | Самара                                | 2008, 2009, 2010, 2011, 2012             | 4                                     |
| Союз                                  | Тюмень                                | 2012, 2013, 2014, 2015, 2016             | 5                                     |
| Спарта                                | Астана                                | 2013, 2015, 2016, 2017                   | 2                                     |
| СПбУЭиФ                               | Санкт-Петербург                       | 1995, 1996                               | 0                                     |
| СПИКЛ                                 | Саратов                               | 2025                                     | 0                                     |
| Станция Динамо                        | Москва                                | 2020                                     | 1                                     |
| Станция Спортивная                    | Москва                                | 2007, 2008, 2009, 2010, 2011             | 1                                     |
| Столик                                | Чулым                                 | 2024                                     | 1                                     |
| СТЭПиКо                               | Новосибирск                           | 2007, 2008                               | 1                                     |
| Так-то                                | Красноярск                            | 2018, 2019, 2020                         | 1                                     |
| Такая история                         | Орёл                                  | 2019, 2020, 2021                         | 0                                     |
| ТГНГУ                                 | Тюмень                                | 2002, 2003, 2004                         | 2                                     |
| ТГУ                                   | Тбилиси                               | 1999, 2000                               | 1                                     |
| ТГУ+                                  | Тбилиси                               | 2003                                     | 0                                     |
| Три толстяка                          | Хмельницкий                           | 2001, 2002                               | 0                                     |
| Триод и Диод                          | Смоленск                              | 2010, 2012, 2013, 2014, 2015, 2016       | 2                                     |
| УЕздный город                         | Магнитогорск — Челябинск              | 1999, 2001, 2002, 2003, 2011, 2012, 2014 | 2                                     |
| Уже не дети                           | Светлый                               | 2020, 2021                               | 0                                     |
| Улётчики ТСИ                          | Рига                                  | 2003, 2004, 2005, 2006, 2007, 2008, 2011 | 2                                     |
| Умные люди                            | Рязань                                | 2018, 2019                               | 1                                     |
| Университетский проспект              | Москва                                | 2007, 2008                               | 0                                     |
| Урал                                  | Нижний Тагил                          | 2015                                     | 0                                     |
| Уральские пельмени                    | Екатеринбург                          | 1995, 1998, 1999, 2002, 2004, 2005, 2006 | 5                                     |
| Утомлённые солнцем                    | Сочи                                  | 2000, 2001, 2003, 2004                   | 2                                     |
| Факультет журналистики                | Санкт-Петербург                       | 2012                                     | 0                                     |
| Фёдор Двинятин                        | Москва — Ступино                      | 2008, 2009                               | 0                                     |
| Флэш-Рояль                            | Ростов-на-Дону                        | 2023, 2024, 2025                         | 2                                     |
| ХАИ-2                                 | Харьков                               | 1998                                     | 0                                     |
| Харьковские менты                     | Харьков                               | 1998, 1999, 2000                         | 1                                     |
| ХГУ                                   | Харьков                               | 1998                                     | 0                                     |
| Хот-дог                               | Санкт-Петербург                       | 2025                                     | 0                                     |
| Чернокнижник                          | Рязань                                | 1998, 1999, 2000                         | 1                                     |
| Четыре татарина (1-й состав)          | Казань                                | 1998, 1999, 2000                         | 1                                     |
| Четыре татарина (2-й состав)          | Казань                                | 2003, 2004, 2005, 2011                   | 2                                     |
| Чистые пруды                          | Москва                                | 2016                                     | 0                                     |
| ЧП                                    | Минск                                 | 2000, 2004, 2005, 2006                   | 2                                     |
| Экскурсия по городу                   | Новосибирск                           | 2015                                     | 0                                     |
| ЭксПО                                 | Ставрополь                            | 1997, 1998                               | 0                                     |
| Эскадрон гусар                        | Москва                                | 1997                                     | 0                                     |
| Югра                                  | Ханты-Мансийск                        | 2002                                     | 0                                     |
| Юра                                   | Москва                                | 2020, 2021, 2022                         | 0                                     |
| Юрикен                                | Владикавказ                           | 2024                                     | 0                                     |

## Награды
На фестивалях 1995—1999 годов было три награды. Лучшая команда получала статуэтку «КиВиН в золотом», за второе место вручался «КиВиН в светлом», за третье — «КиВиН в тёмном». Поскольку на первых фестивалях жюри при награждении постоянно сетовало на то, что призов слишком мало, начиная с «Голосящего КиВиНа 2000» были учреждены ещё два «малых» КиВиНа, а также «Президентский КиВиН» — лауреата этой премии единолично выбирает Александр Васильевич Масляков. В 2003 году вместо двух «специальных призов» были учреждены три «малых КиВиНа»: «в золотом», «в светлом» и «в тёмном», а главные награды стали называться, в свою очередь, «большими КиВиНами». В 2011 году вручались только большие КиВиНы (как на пяти первых фестивалях), но у каждого КиВиНа было два экземпляра. Таким образом, победителями фестиваля стали два коллектива, получивших КиВиНов в золотом. В 2024 году жюри решило вручить КиВиНа в золотом сразу двум командам. Поскольку все остальные награды тоже были вручены, призёров на этот раз стало восемь.
Традиционные награды фестиваля:
- «Большой КиВиН в золотом» — за 1 место
- «Большой КиВиН в светлом» — за 2 место
- «Большой КиВиН в тёмном» — за 3 место
- «Малый КиВиН в золотом» — за 4 место
- «Малый КиВиН в светлом» — за 5 место
- «Малый КиВиН в тёмном» — за 6 место
- «Президентский КиВиН» — специальный приз от президента КВН (с 2000-го по 2021 гг. вручался лично Александром Масляковым)

Призы вручаются в порядке возрастания значимости, начиная с «Малого КиВиНа в тёмном» и заканчивая «Большим КиВиНом в золотом». «Президентский КиВиН» вручается после наград от жюри и считается наименее престижным, утешительным призом.
| Сезон | КиВиН в золотом                     | КиВиН в светлом                           | КиВиН в тёмном                                    | Малый КиВиН в золотом                        | Малый КиВиН в светлом                        | Малый КиВиН в тёмном                         | Президентский КиВиН             |
| ----- | ----------------------------------- | ----------------------------------------- | ------------------------------------------------- | -------------------------------------------- | -------------------------------------------- | -------------------------------------------- | ------------------------------- |
| 1995  | Махачкалинские бродяги              | ДГУ                                       | Ворошиловские стрелки                             | не вручались                                 | не вручались                                 | не вручались                                 | не вручались                    |
| 1996  | Махачкалинские бродяги              | Новые армяне                              | ПаРекс                                            | не вручались                                 | не вручались                                 | не вручались                                 | не вручались                    |
| 1997  | ДГУ                                 | Новые армяне                              | Девчонки из Житомира                              | не вручались                                 | не вручались                                 | не вручались                                 | не вручались                    |
| 1998  | Дети лейтенанта Шмидта              | Дети Лумумбы                              | Чернокнижник                                      | не вручались                                 | не вручались                                 | не вручались                                 | не вручались                    |
| 1999  | Четыре татарина (1-й состав)        | Уральские пельмени                        | Харьковские менты                                 | не вручались                                 | не вручались                                 | не вручались                                 | не вручались                    |
| 2000  | Сибирские сибиряки                  | 95-й квартал                              | ТГУ                                               | Утомлённые солнцем; Сборная Санкт-Петербурга | Утомлённые солнцем; Сборная Санкт-Петербурга | Утомлённые солнцем; Сборная Санкт-Петербурга | Новые армяне                    |
| 2001  | БГУ (2-й состав)                    | 95-й квартал                              | Утомлённые солнцем                                | Владикавказские спасатели; Армянский проект  | Владикавказские спасатели; Армянский проект  | Владикавказские спасатели; Армянский проект  | не вручался                     |
| 2002  | Уральские пельмени                  | ТГНГУ                                     | РУДН                                              | Сборная Астаны; УЕздный город                | Сборная Астаны; УЕздный город                | Сборная Астаны; УЕздный город                | Сборная Владивостока            |
| 2003  | Четыре татарина (2-й состав)        | Парма                                     | Незолотая молодёжь                                | РУДН                                         | Сборная Пятигорска                           | Вятка-автомат                                | ТГНГУ                           |
| 2004  | Нарты из Абхазии Сборная Пятигорска | Уральские пельмени                        | РУДН                                              | Левый берег                                  | Седьмое небо                                 | не вручался                                  | ЧП                              |
| 2005  | Сборная Пятигорска                  | ЧП                                        | Уральские пельмени                                | РУДН                                         | Мегаполис                                    | МаксимуМ                                     | Улётчики ТСИ                    |
| 2006  | РУДН                                | ПриМа                                     | Уральские пельмени                                | Каzахи                                       | Пирамида                                     | МаксимуМ                                     | БАК Улётчики ТСИ                |
| 2007  | БАК                                 | ПриМа                                     | Обычные люди                                      | Пирамида                                     | МаксимуМ                                     | Каzахи                                       | Байкал                          |
| 2008  | МаксимуМ                            | ПриМа                                     | Каzахи                                            | Пирамида                                     | СОК                                          | СТЭПиКо                                      | БАК                             |
| 2009  | Нарты из Абхазии + Пирамида         | МаксимуМ                                  | Сборная Краснодарского края                       | Ботанический сад                             | Байкал                                       | СОК                                          | Нарты из Абхазии + Пирамида     |
| 2010  | Сборная Краснодарского края         | Астана.kz                                 | Ботанический сад                                  | Кефир                                        | Дежа вю                                      | СОК                                          | Станция Спортивная              |
| 2011  | РУДН ПриМа + СОК                    | Сборная Краснодарского края УЕздный город | Четыре татарина (2-й состав) Девчонки из Житомира | не вручались                                 | не вручались                                 | не вручались                                 | Махачкалинские бродяги          |
| 2012  | Парапапарам                         | Союз                                      | ГородЪ ПятигорскЪ                                 | Триод и Диод                                 | Раисы                                        | Днепр                                        | Сборная Владивостока            |
| 2013  | ГородЪ ПятигорскЪ                   | Плохая компания                           | Дежа вю                                           | RUDN University                              | Одесские мансы                               | Днепр                                        | Союз                            |
| 2014  | Союз                                | ГородЪ ПятигорскЪ                         | Парапапарам                                       | Сборная Камызякского края                    | Плохая компания                              | КемБридж                                     | Сборная города Мурманска        |
| 2015  | Парапапарам                         | Спарта                                    | Азия MIX                                          | Союз                                         | Сборная Камызякского края                    | Триод и Диод                                 | Сборная Калининградской области |
| 2016  | Азия MIX                            | Проигрыватель                             | Сборная Большого московского цирка                | Союз                                         | Сборная города Мурманска                     | Сборная Баку                                 | Сборная Грузии                  |
| 2017  | Спарта                              | Русская дорога                            | Раисы                                             | Сборная Большого московского цирка           | Сборная Забайкальского края                  | Борцы                                        | Радио Свобода                   |
| 2018  | Борцы                               | Так-то                                    | Раисы                                             | Плюшки имени Ярослава Гашека                 | Русская дорога                               | Будем дружить семьями                        | Умные люди                      |
| 2019  | Сборная Снежногорска                | Михаил Дудиков                            | Борцы                                             | Русская дорога                               | Планета Сочи                                 | Сборная Великобритании                       | Сборная «Татнефти»              |
| 2020  | Nаполеон Dинамит                    | Сборная «Татнефти»                        | Сборная Снежногорска                              | Русская дорога                               | Армянская сборная                            | Полуостров                                   | Станция Динамо                  |
| 2021  | Сборная Пермского края              | Неудержимый Джо                           | Северяне                                          | Росы                                         | Армянская сборная                            | Красный лис                                  | Неудержимый Джо                 |
| 2022  | Ровеньки                            | Сборная МАИ                               | Пал Палыч                                         | Доктор Хаусс                                 | Красный лис                                  | Северяне                                     | не вручался                     |
| 2023  | Пал Палыч                           | Сборная МАИ                               | Атомная сборная                                   | Флэш-Рояль                                   | Ровеньки                                     | Джентльмены удачи                            | Сборная посёлка А               |
| 2024  | Партия Каракуз                      | Столик                                    | Не кипишуй                                        | Ровеньки                                     | Флэш-Рояль                                   | Атомная сборная                              | Мастер Муси                     |
| 2025  | Близкие                             | Сделано на Сахалине                       | Евразия                                           | Не кипишуй                                   | Кыргызы                                      | Негоден                                      | Оборович                        |

Другие награды:
- «Гран-при» — На фестивале «Голосящий КиВиН 2004» главной наградой фестиваля был «Гран-При», в то время как «КиВиН в золотом» был призом за второе место (количество наград не увеличилось, поскольку на этом фестивале не вручался «Малый КиВиН в тёмном»).
- «Спецприз» — На фестивале «Голосящий КиВиН 2006» вручался ещё один маленький Спецприз, в честь десятилетия с переезда фестиваля из Москвы в Юрмалу.
- «Янтарный КиВиН» — специальный приз члену жюри или КВНщику. Вручался с 2013 по 2018 годы, а также в 2020 году
- В 2011 году команда «Кефир» получила от членов жюри шапки в качестве утешительного приза.

### Янтарные КиВиНы
С 2013-го по 2018 годы, а также в 2020-м Александр Васильевич Масляков вручал в конце гала-концерта двух янтарных КиВиНов «за верность фестивалю», одного получал член жюри, другого — КВНщик.
Янтарными КиВиНами были награждены:
| Год  | Член жюри                 | КВНщик                                 |
| ---- | ------------------------- | -------------------------------------- |
| 2013 | Юлий Гусман               | Ольга Картункова («ГородЪ ПятигорскЪ») |
| 2014 | Лайма Вайкуле             | Сергей Писаренко («УЕздный город»)     |
| 2015 | Пелагея                   | Елизавета Кажанова («Триод и Диод»)    |
| 2016 | Владислав Третьяк         | Елена Гущина («Союз»)                  |
| 2017 | Сергей Безруков           | Гульнара Сильбаева («Спарта»)          |
| 2018 | -                         | Егор Быргазов («Раисы»)                |
| 2020 | Пелагея и Полина Гагарина | команда КВН «Уже не дети»              |

- Также в 2017 году специальный янтарный КиВиН получила Лада Дэнс, выступившая в качестве гостьи на фестивале.
- В 2018 году был вручён только один янтарный КиВиН. Он достался мальчику Егору из команды «Раисы».
- В 2020 году КиВиНы достались двум членам жюри — Пелагее (второй раз) и Полине Гагариной, а также команде КВН «Уже не дети» (г. Светлый), а не отдельному КВНщику.

## Рекорды фестиваля
- Больше всего КиВиНов — РУДН[41] (6)
- Больше всего КиВиНов в золотом — Махачкалинские бродяги, Парапапарам, РУДН, Сборная Пятигорска (по 2); Нарты из Абхазии (КиВиН в золотом и Гран-при)
- Больше всего КиВиНов, но ни одного в золотом — Русская дорога (4)
- Больше всего одинаковых КиВиНов — ПриМа (3 КиВиНа в светлом)
- Единственный КиВиН — в золотом — БГУ (2-й состав), Близкие, Дети лейтенанта Шмидта, Каракуз, Nаполеон Dинамит, Партия, Сборная Пермского края, Сибирские Сибиряки, Четыре татарина (1-й состав)
- Больше всего гала-концертов — УЕздный город, Улётчики ТСИ, Уральские пельмени (по 7)
- Больше всего гала-концертов, ни одного КиВиНа — Сборная Дагестана (5)
- Команды с полным комплектом больших КиВиНов — ГородЪ ПятигорскЪ, Сборная Краснодарского края, Уральские пельмени